# Брянск (подводная лодка)
К-117 «Брянск» — атомный ракетный подводный крейсер стратегического назначения, пятый корабль проекта 667БДРМ «Дельфин» («Delta-IV» в терминологии НАТО).

## История строительства
Ракетный подводный крейсер К-117 был заложен на стапелях Севмаша (Северодвинск) 20 апреля 1985 года под заводским номером 383, при этом К-117 стал тысячным среди подводных лодок, построенных на российских верфях, спуск на воду состоялся 8 февраля 1988 года, 16 апреля произведён физический пуск ядерных реакторов, 30 сентября корабль вошёл в строй, 9 ноября зачислен в состав 13-й дивизии 3-й флотилии подводных лодок Северного флота.

## История службы
За время нахождения в строю К-117 совершил 6 длительных боевых служб, 12 боевых дежурств, 6 ракетных стрельб. 3 июня 1992 года корабль отнесён к подклассу АПКСН. В июле 2002 года К-117 «Брянск» прибыл на завод «Звёздочка» в Северодвинск для прохождения ремонта и модернизации, 10 августа того же года поставлен на стапели док-камеры. 10 октября 2006 года спущен на воду для прохождения дооборудования и испытаний, 30 ноября 2007 года «Брянск» завершил испытательный поход в море после ремонта с целью испытаний нового оборудования. 11 февраля 2008 года состоялся ввод корабля в строй после ремонта. 14 июля 2009 года «Брянск» успешно совершил пуск баллистической ракеты на минимальную дальность. 1 ноября 2009 года «Брянск» успешно совершил пуск межконтинентальной баллистической ракеты из акватории Баренцева моря из подводного положения.
28 октября 2010 года К-117 «Брянск» из подводного положения совершил успешный пуск ракеты по полигону Кура́ на Камчатке.
23 июля 2015 года во время погружения в ходовой рубке погиб 45-летний старший мичман Виталий Шиманский. Причиной его гибели в СМИ называлась некомпетентность командира корабля И. А. Степаненко. Вскоре командиром корабля был назначен капитан 1-го ранга Магомед Гаджиев.
30 октября 2015 года в рамках плановой тренировки по проверке системы управления Вооружённых сил РФ из акватории Баренцева моря был выполнен пуск баллистической ракеты Р-29РМУ2.
26 октября 2017 года в ходе тренировки по управлению СЯС России выполнен учебно-боевой пуск МБР «Синева».
18 января 2018 года подводный ракетоносец проекта 667БДРМ «Брянск» заменил на северодвинском предприятии «Звёздочка» отремонтированную в конце декабря подлодку «Тула» того же проекта.
19 марта 2021 года семь отличившихся офицеров из экипажа К-117 «Брянск» получили государственные награды из рук командующего Северным флотом адмирала А. А. Моисеева.
Возвращение К-117 в строй после ремонта было запланировано на ноябрь 2024 года. По состоянию на апрель 2025 года К-117 проходил заводские ходовые испытания после среднего ремонта.

### Шефство
25 июня 1996 года был подписан договор об установлении шефских связей К-117 с администрацией города Брянска, а 27 января 1998 года крейсеру присвоено наименование «Брянск». Шефские связи на долгое время прерывались, однако были восстановлены с 2006 года по инициативе городской администрации и лично заместителя главы администрации Валерия Мануева. В 2008 году В. Мануев нанёс визит в учебный центр подводников в Обнинске, где встречался с представителями экипажа крейсера и пригласил их посетить город, в честь которого названа их субмарина. 6 декабря 2008 года впервые делегация офицеров «Брянска» посетила город, шефствующий над лодкой. Командир «Брянска» Дмитрий Степаненко принял от мэра Брянска Игоря Алехина макет подлодки, выполненный из дятьковского хрусталя. Также подводникам губернатором области были вручены памятные медали в ознаменование 65-й годовщины освобождения Брянщины. В ходе визита подводники совершили обзорную экскурсию по городу, посетили мемориальный комплекс «Партизанская поляна», краеведческий музей, Свенский монастырь.

Я благодарю всех жителей города за то внимание, которое мы чувствуем со стороны наших шефов. Прочные связи между подводной лодкой «Брянск» и городом Брянском помогут нам нести боевую службу и выполнять задачи командования.
— Д. Степаненко

## Командиры

### Первый экипаж
- 1987—1993 А. М. Смотров
- 1993—1997 И. В. Положий
- 1997—1999 А. В. Рябухин
- 1999—2006 С. В. Рачук
- 2006—2008 А. В. Павловский
- 2008—2011 И. А. Степаненко[15][16]
- 2013—2016 М. О. Гаджиев[16]
- 2016-20?? Д. Ушаков
- 20??-н.в. капитан 2-го ранга Артём Васетинский[13]

### Второй экипаж
- 1987—1989 В. А. Ганичев
- 1989—1993 В. А. Вовянко
- 1993—1995 Ю. И. Юрченко
- 1995—1999 В. В. Андреев
- 1999—2000 А. М. Кораблёв
- 2000 Б. И. Дурцев
- 2000—2001 А. В. Павловский
- 2001—2003 С. В. Домнин
- 2003—2005 Н. Т. Гойдин
- 2005—2006 Д. А. Зеликов